# Fusamen amentorum
Fusamen amentorum är en svampart som först beskrevs av Delacr., och fick sitt nu gällande namn av Arx 1957. Fusamen amentorum ingår i släktet Fusamen, divisionen sporsäcksvampar och riket svampar.   Inga underarter finns listade i Catalogue of Life.